# グロズヌイ市電
グロズヌイ市電（ロシア語: Грозненский трамвай）は、かつてロシア連邦・チェチェン共和国の首都であるグロズヌイに存在した路面電車。ソビエト連邦時代に開通し、長年に渡りグロズヌイの重要な交通機関として活躍を続けたが、チェチェン紛争で壊滅的な被害を受けた事で廃止された。

## 概要・歴史
ソビエト連邦（ソ連）時代の1930年代初頭、チェチェン地域の工業都市として発展を続けていたグロズヌイでは人口の増加に対して公共交通の輸送力の不足が課題となり、それを解消するため路面電車の導入が決定した。建設にはコムソモールやグロズヌイ市民も動員され、計画よりも早く1932年11月2日に営業運転が始まり、5日後の11月7日に開通式典が実施された。
第二次世界大戦（大祖国戦争）を経て、グロズヌイ市電の路線網は1960年代まで拡張を続けた。最盛期となる1970年代には市内中心部の環状線を中心に郊外の住宅地や製油所などの産業施設を結ぶ大規模な路線網が築かれていた。同年代後半にはトロリーバス（グロズヌイ・トロリーバス）開通に伴い市内中心部の一部路線が廃止されたが、1980年代後半には化学工場を経由する新たな路線が開通し、ソ連末期の1990年時点での総延長は85 kmに達していた。
しかし、ソビエト連邦の崩壊直前の1991年以降、グロズヌイ市電は経済の混乱の影響を受け、従業員への賃金の未払いや列車の本数減少や頻繁な運休、線路や架線といった施設の盗難が起きる状態となった。そのような中においても1994年までチェチェン共和国の首都を走る重要な公共交通として運行を続けたが、グロズヌイは同年に勃発したチェチェン紛争の戦場の一つとなり、トロリーバスと共に路面電車も壊滅的な被害を受けた結果、全線で営業運転を停止した。そして荒廃した各種施設が紛争終結後に撤去された事で、結果的に路面電車やトロリーバスは廃止に追いやられた。
その後、グロズヌイ市内の公共交通は路線バスやミニバスが担う事になったが、増加する交通量による道路の混雑やガソリンの価格上昇による運賃上昇などの問題が発生している。これを解決するため、2010年代以降グロズヌイ市当局では紛争により廃止された電気を用いた一連の公共交通の復活を検討しているが、建設費用を始めとした理由からトロリーバスの敷設計画が優先されており、2014年時点でもグロズヌイ市内における路面電車網の復活は実現していない。